# Von Boisman
von Boisman är en svensk adelsätt av tysk-baltiskt ursprung, känd från 1600-talet i Viborg.

## Historik
Ättens äldste stamfar är rådmannen i Reval, Johan Boisman (död 1491). Hans sonsons sonsons sonson Erik Boisman (1682–1744), ryttmästare vid Smålands kavalleriregemente, adlades 10 februari 1720 av drottning Ulrika Eleonora och introducerades i riddarhuset som nr 1713. 
Huvudman för ätten under 1900-talets mitt var idrottsmannen Georg von Boisman, vilken bland annat deltog i Olympiska sommarspelen 1936 i Berlin, där han kom 10:a i Modern femkamp.

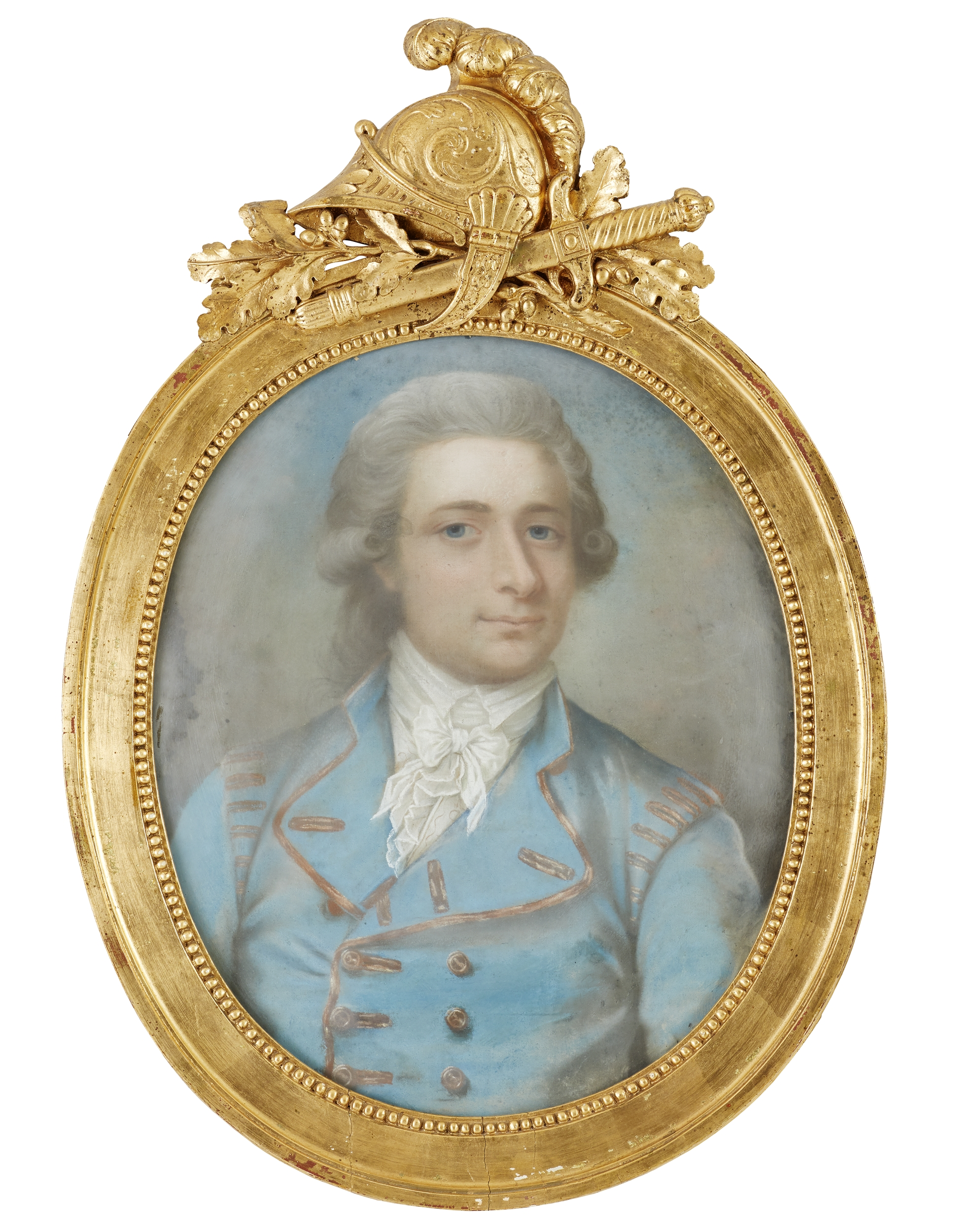
Erik von Boisman (1740-1821) ca 1790 av Jonas Forsslund.

En annan gren adlades i Sverige genom sonen till advokatfiskalen i Åbo hovrätt Didrik Adrian Boisman, Gustaf Adam Boisman (1745-1808) vilken adlades 1808, men denne avled innan han tagit introduktion.

## Finland
Gustaf Adam Boismans (1745-1808) son, August Wilhelm von Boisman introducerades på Finlands riddarhus 1822, men denna finländska gren utslocknade redan 1826.